# SolarCity
SolarCity — американська компанія з виготовлення та установки сонячних батарей, автономних систем, та будівництва електрозаправних станцій Supercharger для електромобілів Tesla.
Є одним з основних американських постачальників енергетичних послуг, зі штаб-квартирою в Сан-Матеу, штат Каліфорнія. Серед основних послуг: компанія розробляє, фінансує і встановлює системи сонячної енергії, виконує аудити енергетичної ефективності та модернізації та будує зарядні станції для електромобілів. В компанії працювало більш ніж 2500 співробітників станом на грудень 2012.
Є одним із членів-засновників Альянсу «Вибір сонця», або TASC, правозахисної організації, що об'єднує виробників сонячних електростанцій для дахів будинків.

## Історія
SolarCity була заснована в липні 2006 року братами Петром і Ліндон Рів, на базі бізнес-концепції про сонячну енергетику їхнього двоюрідного брата, Ілон Маска, який є головою директорів і допоміг заснувати компанію. 
У 2011 розпочала свою експансію на Східне узбережжя з придбанням сонячного підрозділу Clean Currents та groSolar. SolarCity відкрилась у Коннектикуті, Пенсільванії, Південній Кароліні, Флориді, Вермонті та Нью-Гемпширі.
Була провідним постачальником житлової сонячної енергії в Каліфорнії з 2007 року, зі свого першого повного року роботи, була номером один у встановленні житлових сонячних електростанцій в США у 2013 році. В цьому ж році SolarCity придбала Paramount Solar у Paramount Equity за 120 мільйонів доларів. До 2015 року встановлені панелі змогли генерувати 870 МВт сонячної енергії й становили приблизно 28% непромислових сонячних установок у США того року.
У 2013 журнал Solar Power World назвали SolarCity, як №2 в установці та розробці сонячних панелей в США.
У жовтні 2014 компанія оголосила, що запропонує сонячні облігації на суму до 200 мільйонів доларів та запустить новий вебсайт, який дозволить придбати ці облігації; це було перше зареєстроване публічне розміщення таких облігацій у США. У березні 2016 року SpaceX придбала акцій SolarCity на 90 мільйонів доларів.
Наприкінці 2015 відмовився від продажу та встановлення сонячних батарей у штаті Невада, після рішення Державної комісії з комунальних послуг (PUC) підвищити щомісячну плату за обслуговування споживачів, які використовують енергію сонячних батарей на даху та поступово зменшувати віддачу сонячної енергії, що продається назад до мережі за правилом системи чистого обліку. Згідно з новими правилами, щомісячна плата за обслуговування, що стягується з клієнтів Nevada Power, які працюють на сонячній енергії, зросла з 12,75 долара до 17,90 долара і повинна була підвищитися до 38,51 долара станом на 1 січня 2020 року; одночасно, ставки, що надаються споживачам сонячної енергії на даху, за надлишки сонячної енергії, також були скорочені і повинні були продовжувати знижуватися протягом наступних чотирьох років. В результаті SolarCity ліквідувала понад 550 робочих місць у Неваді.
Скорочення робочої сили у 2016
Протягом 2015 кількість працівників зросла на 69%; на кінець 2015 року у SolarCity працювало 15 273 працівників. Щоб зберегти кошти, SolarCity у 2016 році ліквідувала 20% від загальної кількості робочої сили, а на кінець 2016 року в ній працювало 12 243 працівників. Це був перший випадок в історії компанії, коли вона скоротила свою робочу силу.
Скорочення робочих місць торкнулося працівників усієї компанії: 22% робочих місць було скорочено в операційній діяльності, установці та виробництві та 27% у продажах та маркетингу. У серпні 2016 року компанія оголосила, що планує взяти до 5 мільйонів доларів США для покриття запланованих звільнень. Компанія також скоротила зарплату своїх двох співзасновників з $ 275 000 до $1 на рік.
Дочірнє підприємство Tesla Inc. (2016 – сьогодні)
1 серпня 2016 року Tesla оголосила (у спільній заяві з SolarCity), що придбає компанію в результаті злиття усіх акцій за 2,6 мільярда доларів США. В рамках «Секретного генерального плану Tesla Motors» Ілона Маска, Tesla прагнула прискорити перехід світу від економіки, заснованої на видобутку і спалюванні вуглеводнів, до економіки сонячної електроенергії. Пропозицію про придбання схвалили антимонопольні регулятори.
Маск представив нову сонячну черепицю в жовтні 2016 року, щоб отримати підтримку інвесторів для придбання. Однак, згодом виявилося, що виставлена плитка є фальшивою. Члени анти-Tesla групи TSLAQ назвали сонячну черепицю Маска головним предметом суперечок і стимулом для організації.
Більше ніж 85% незалежних акціонерів Tesla і SolarCity проголосували за схвалення придбання 17 листопада 2016 року,  що дозволило закрити придбання 21 листопада 2016 року.
Деякі інвестори розкритикували цю угоду, назвавши її "помилковим намаганням врятувати дві компанії, які залежать від інвесторів та уряду, коштом операційних грошей". Проти Маска та ради директорів Tesla триває судовий процес, в якому стверджується, що «вони переплатили за SolarCity, проігнорували власні конфлікти інтересів і не розкрили «тривожні факти», необхідні для раціонального аналізу пропонованої угоди».
У квітні 2017 року головний директор з питань політики SolarCity Джон Веллінггофф покинув SolarCity. У червні 2017 року Ліндон Райв залишив компанію, а незабаром Пітер Рив.
Загальна кількість сонячних установок скоротилась з моменту придбання Tesla. Доходи від енергетики Tesla зросли з 1,12 млрд доларів у 2017 році до 1,55 млрд доларів у 2018 році, але трохи зменшились у 2019 році до 1,53 млрд доларів. Аналітики вважають, що SolarCity стала "великим джерелом дефіциту грошових потоків" для Tesla у 2019 році.

### Місцеперебування
Штаб-квартира SolarCity знаходиться в Сан-Матео, Каліфорнія, але компанія використовує розподілену сервісну модель і тому вона забезпечує установку силами місцевих центрів управління. SolarCity має офіси в 14 штатах:
- Аризона: Фінікс (в кількох місцях), Тусон і Прескотт Валлі;
- Каліфорнія: більше ніж 20 місць;
- Колорадо: Денвер і Паркер;
- Коннектикут Гартфорд;
- Округ Колумбія: Вашингтон;
- Гаваї: Мілілані;
- Меріленд: Сілвер-Спрінг і Єсап;
- Массачусетс: Мальборо;
- Невада: Лас-Вегас;
- Нью-Джерсі: Кранбері;
- Нью-Йорк: Олбані;
- Орегон: Портленд;
- Пенсільванія: Брумель;
- Техас: Даллас і Ель Пасо.

### Сонячний лізинг
У 2008 році SolarCity представляє нову опцію сонячної оренди житла, що значно зменшує або усуває початкові витрати на установку сонячної енергії.

### Комерційна сонячна енергія
SolarCity почала більш активно надавати сонячні послуги бізнесу, владі й некомерційним клієнтам у 2010 році. У травні 2008 року компанія збудувала на той час найбільшу комерційну сонячну установку в Сан-Хосе на Північному кампусі eBay. У липні цього року, SolarCity збудувала найбільшу комерційну сонячну установку в Сан-Франциско, для British Motors, що складається з 1606 сонячних фотоелектричних панелей. SolarCity введені нові можливості для фінансування підприємств у 2009 році. На 21 березня 2013 SolarCity оголосила, що вона відкриє новий офіс в штаті Невада у співпраці з урядом штату.

### Технологія монтажу
SolarCity придбала Zep Solar у 2013 році. Починаючи з 2017 року, Tesla все ще використовує спеціалізовані кріплення Zep Solar для сонячних панелей, які «з’єднуються» на дахах.

### Зарядні пристрої. Електричний автомобіль.
SolarCity також розроблює та будує зарядні електро станції для електромобілів Tesla. Де будь-який власник електромобіля зможе цілком безплатно зарядити свій автомобіль.

### Виробництво
У червні 2014 року, SolarCity оголосила про плани побудувати новий завод в Баффало, Нью-Йорк, у співробітництві з Політехнічним інститутом Державного університету Нью-Йорка.

## Цікаві факти
- Ринкова капіталізація SolarCity — $5,8 млрд